# Soulangis
Soulangis ist eine französische Gemeinde mit 457 Einwohnern (Stand: 1. Januar 2022) im Département Cher in der Region Centre-Val de Loire. Sie gehört zum Arrondissement Bourges und zum Kanton Saint-Germain-du-Puy.

## Geografie
Etwa zehn Kilometer nordöstlich von Bourges gelegen befindet sich Soulangis in der Champagne berrichonne (im Berry) am Oberlauf des Flüsschens Langis. 
Umgeben wird Soulangis von den Nachbargemeinden Menetou-Salon im Norden und Nordwesten, Parassy im Norden und Nordosten, Les Aix-d’Angillon im Osten und Nordosten, Sainte-Solange im Osten und Südosten, Saint-Michel-de-Volangis im Süden und Südwesten sowie Vignoux-sous-les-Aix im Westen.

## Bevölkerungsentwicklung
| Jahr                       | 1962 | 1968 | 1975 | 1982 | 1990 | 1999 | 2006 | 2019 |
| -------------------------- | ---- | ---- | ---- | ---- | ---- | ---- | ---- | ---- |
| Einwohner                  | 334  | 296  | 298  | 391  | 422  | 444  | 425  | 476  |
| Quellen: Cassini und INSEE |      |      |      |      |      |      |      |      |

## Sehenswürdigkeiten
- Kirche Saint-Martin aus dem 12./13. Jahrhundert (siehe auch: Liste der Monuments historiques in Soulangis)

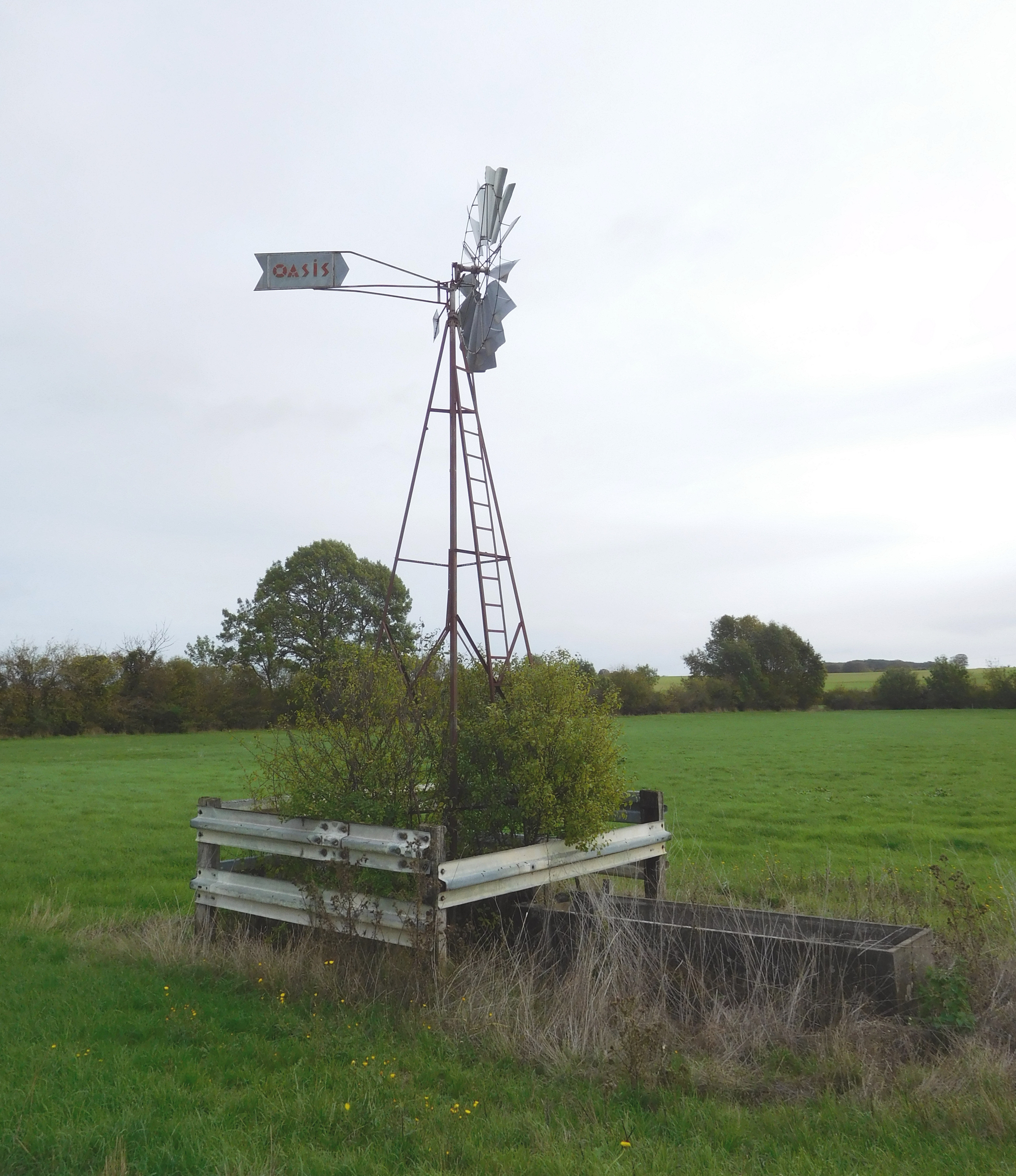
Windpumpe nahe Soulangis